# Matej Madleňák
Matej Madleňák (* 7. února 1999 Oravská Jasenica, Slovensko) je slovenský fotbalový krajní obránce a bývalý mládežnický reprezentant, hrající v týmu MFK Ružomberok.

## Kariéra

### MFK Ružomberok
Ve Slovenské Fortuna lize zažil debut 29. července 2018 proti týmu AS Trenčín.

### Hostování
Od července 2023 až do února 2024 hostoval v klubu FC Baník Ostrava.
Koncem února 2024 odešel na hostování do SK Dynamo České Budějovice.

### Reprezentace
Odehrál celkem 8 utkání v reprezentaci U18.